# Јапанска лака крстарица Катори
Крстарица Катори (јап:香取 練習巡洋艦) је била прва од три лаке крстарице класе Катори и служила је у царској јапанској морнарици током Другог светског рата. Она је добила име по Шинто гробници Катори, која се налази у префектури Чиба, Јапан.

## Позадина
Крстарице класе Катори су пројектоване да служе као тренажни бродови и њихова градња је почела 1938. године. Када је почео рат на Пацифику, оне су добиле улогу заставних бродова различитих подморничких флотила и ескортних скадрона. Како је рат одмицао, бродови су модернизовани и добили су јаче против-авионско наоружање, а постављени су и бацачи дубинских бомби.

## Служба

### Рани период
Крстарица Катори се градила у Мицубишијевом бродоградилишту и по завршетку градње 20. априла 1940. године, базира у близини Јокосуке.
Од 28. јула 1940. године, Катори и брод близанац – крстарица Кашима, учествују у последњем пред-ратном школском крстарењу, посећујући луке Етаџима, Оминато, Дајрен, Порт Артур и Шангај.

### Рана фаза Пацифичког рата
Дана, 11. новембра 1941. године, вицеадмирал Мацуми Шимизу, 6. флота (подморничка), сазива један састанак на палуби свог заставног брода – крастарица Катори, у вези претстојећег напада на Перл Харбор. Катори одлазу у базу Трук 24. новембра 1941. године. У време напада на Перл Харбор, Катори се налазила у бази Кваџалејн на Маршалским острвима.
Вицеадмирал Шимизу, 10. децембра 1941. године, добија извештај од подморнице И-6, да је опазила носач авиона Лексингтон и две крстарице у правцу североистока. Стога он наређује својим подморницама да пресретну и потопе носач авиона, међутим он је успео да побегне.
Крстарица Катори се враћа у базу Трук крајем 1941. године, и 3. јануара 1942. године, вицеадмирал Шимизу је одржао један краћи састанак у вези инвазионог плана за „Операцију Р“ (инвазија Рабаула и Кавиенга), која је изведена од 23. до 24. јануара 1942. године.
Дана, 1. фебруара 1942. године, крстарицу Катори нападају авиони Даглас  из ВБ-6 и Даглас  из ВС-6 са носача авиона Ентерпраис. У овом ваздушном нападу, вицеадмирал Шимизу је рањен, а оштећена крстарица Катори добија дозволу да се врати у Јокосуку ради ремонта. По завршеном ремонту она се враћа на Кваџалејн, где 24. маја 1942. године, нови командант 6. флоте (подморничке), вицеадмирал Терухиса Комацу, наређује капетану Ханкву да изведе са мини подморницама напад на луку Сиднеј.
Катори се за кратко враћа у Јокосуку, августа 1942. године, и тад су на њој постављена два двоцевна против-авионска топа од 25 mm, у предњем делу командног моста. Затим се враћа у главну базу Трук, где непрекидно базира (ретко је напуштала сидриште и одлазила до Јокосуке).
Дана, 21. јуна 1943. године, вицеадмирал Такео Такаги преузима команду над 6. флотом (подморница), али након пада Кваџалејна, крстарица Катори је пребачене 15. фебруара 1944. године у Главну Ескортну команду.

### Нападн на базу Трук
У нападу на базу Трук, током 17. и 18. фебруара 1944. године, америчка оперативна ескадра ТФ-58 са 9 носача авиона, праћена од 6 бојна брода, 10 крстарица и 28 разарача, лансира масиван ваздушни напад на базу Трук. Крстарица Катори напушта базу Трук нешто пре напада, пратећи наоружани трговачки брод Акаги Мару, разараче Маиказе и Новаки, и рибарску кочу миниполагач Шонан Мару према Јокосуки, али су нападнути од авиона Граман F6F хелкет и TBF авенџер са носача авиона Јорктаун, Банкер Хил, Купенс и Интерпаид. Акаги Мару је потопљен, а Катори је погођена торпедом које ствара мало штете. Међутим, неколико сати касније, оперативна ескадра ТФ-50.9 са бојним бродовима Њу Џерзи и Ајова, крстарицама Минеаполис и Њу Орлеанс и разарачима Бредфорд и Барнс октивају крстарицу Катори и њену групу, и отварају ватру. Амерички разарачи испаљују плотун од шест торпеда ка крстарици Катори (која је већ била мало нагнута на леви бок, а на средини се видела ватра), али сва торпеда промашују. Катори одговара плотуном својих торпеда, која такође сва промашују.
Бојни брод Ајова затвара пут крстарици Катори и испаљује 46 граната од 16 инча и 124 од 5 инча, погађајући крстарицу Катори са шест пројектила. Одмах након четвртог плотуна са Ајове, Катори се брзо нагиње на леви бок, откривајући две велике рупе од пројектила, око шест стопа у пречнику на њеном десном боку. Једна је била испод командног моста, око шест стопа испод водене линије а друга на средини брода, приближно у нивоу водене линије, плус још шест малих рупа. Након Ајовиног напада, Катори тоне за 11 минута на око 40 наутичких миља северозападно од базе Трук. Једна велика група преживелих морнара је виђена у мору након потонића крстарице, али Американци нису спасили ни једног.

## Списак капетана
- Капетан Хисаши Ичиока - 20. април 1940 — 15. октобар 1940.
- Капетан Хисаши Мито - 15. октобар 1940 — 6. јануар 1941.
- Капетан Нобору Овада - 6. јануар 1941 — 1. јул 1942.
- Капетан Нобуки Накаока - 1. јул 1942 — 28. новембар 1942.
- Капетан Такеђи Мијазаки - 28. новембар 1942 — 20. јул 1943.
- Капетан Хјое Мизугучи - 20. јул 1943 — 15. октобар 1943.
- Капетан/Контраадмирал Тамекијо Ода - 15. октобар 1943. - † 17. фебруар 1944.